# Upplands runinskrifter 528
Upplands runinskrifter 528 är en försvunnen vikingatida runsten som funnits i Görla, Frötuna socken och Norrtälje kommun. Runstenen är prydd av ett kortsvärd i vars klinga runorna står. Svärdfästet, på den avbildning som finns, gör ett sådant intryck att man måste räkna med möjligheten av att svärdet har tillkommit på stenen i sen tid. Stenen kan ha varit en så kallad "häststen" som ryttare använde som hjälp vid påstigning. U 528 har varit försvunnen åtminstone sedan 1800-talet.

## Inskriften
Translitterering av runraden:
[hialb · anutʀ]
Normalisering till runsvenska:
Hialp. Anundr.
Översättning till nusvenska:
Hjälp. Anund.